# شادباد مشایخ
شادباد مشایخ یکی از شهرک‌های استان آذربایجان شرقی است که در دهستان سردصحرا بخش مرکزی شهرستان تبریز واقع شده است

## موقعیت جغرافیایی
شادباد مشایخ در شش کیلومتری جنوب شرقی تبریز و در دو کیلومتری جنوب گردشگاه ائل‌گلی واقع شده است. شادباد مشایخ زادگاه قطران تبریزی شاعر و همچنین علامه طباطبایی مفسر، فقیه و فیلسوف ایرانی است.

## جمعیت
برپایهٔ سرشماری عمومی نفوس و مسکن سال ۱۳۸۵ خورشیدی، جمعیت این شهرک بالغ بر ۴٬۳۱۷ نفر بوده که از این تعداد، ۲٬۲۰۵ نفر مرد و ۲٬۱۱۲ نفر زن بوده‌اند؛ همچنین شمار خانوارهای ساکن این شهرک بالغ بر ۱٬۰۸۶ خانوار بوده است.

## میراث
گورستان شادباد مشایخ قدیمی‌ترین قبرستان شمالغرب کشور] که مدفن برخی از شیخان و عارفان شهر تبریز در سده‌های هفت، هشت و نه هجری است، در جوار این شهرک و در دامنهٔ تپه‌ای واقع شده است.

## نام
عامه مردم نام این شهرک را «پینه شالوار» می‌نامند. این شهرک را در روزگاران قدیم روستا می‌نامیدند و پس از توالی پیشرفت‌ها و افزایش خدمات و امکانات و نیز کثرت جمعیت، شهرک شادباد پایه‌گذاری شد. این شهرک همچنان تحت نظر دهیار و شورا اداره می‌شود و انتظار می‌رود در ایامی نه چندان دور تحت نظارت شهرداری شهرستان تبریز پدید آید. در وقف‌نامه ربع رشیدی متعلق به ربع اول قرن هشتم، صفحه ۳۷۴ و کتاب‌های مزارات تبریز مانند روضات الجنان و جنات الجنان حافظ حسین کربلایی و روضه اطهار ملاحشری تبریزی، نام این روستا «شادباد» و در الواح قبور متعلق به قرن هفت و هشت هجری موجود در گورستان شادباد مشایخ، «شادآباد» قید گردیده است؛ اما غیاث‌الدین خواندمیر، مؤلف تاریخ حبیب السیر، سه قرن بعد، نام این قریه را «پیر شیران» درج کرده است.